# De Oostermolen
De Oostermolen is een verdwenen stellingmolen in de Nederlandse stad Nijkerk.

## Eerste Oostermolen
In 1357 gaf Reinoud III van Gelre als de Hertog van Gelre aan Reyner van Aller het recht op de wind. Mulders (molenaars) moesten daarbij belasting betalen voor het laten draaien van hun molen met windkracht. In de gemeente Nijkerk stonden later meerdere molens, de Holkermolen in Holk, de Appelse molen in Appel, De Westermolen en De Oostermolen. Reyner van Aller bouwde de rosmolen Oostermolen aan het Vetkamp, het latere Molenplein. De eerste Oostermolen werd een aantal keren verwoest om vervolgens op een andere plek op het Molenplein te worden herbouwd.

## Tweede Oostermolen
De tweede Oostermolen was een achtkante bovenkruier met gemetselde onderbouw en een rietgedekte bovenbouw. In 1842 werd er een grote achtkante stenen stellingmolen op de Vetkamp gebouwd als vervanging van de houten standerdmolen. Delen van de achtkante bovenbouw waren waarschijnlijk afkomstig van de uit Zaandijk afkomstige witpapiermolen De Herder uit 1750. In 1750 werd De Herder getroffen door blikseminslag, en was nadien in Zaandijk weer opgebouwd. In Nijkerk werd de 'nieuwe' Oostermolen even ten oosten van de afgebroken eerste molen geplaatst. De papiermolen van voorheen werd in Nijkerk gebruikt voor het malen van graan en het pellen van gerst.
In de nacht van 6 op 7 oktober 1920 vloog "De Oostermolen" in brand door overwaaiend vuur van de naastgelegen brandende Eierhal van Nijkerk. De na de brand overgebleven stenen onderbouw werd in de jaren daarna enkele meters opgemetseld en kreeg een puntdak. Tot na de Tweede Wereldoorlog werd dit achtkante gebouw gebruikt voor maalactiviteiten. De ruimte in de molen werd daarna benut als kantoor en opslagruimte. Nadat de kantoorruimte leeg kwam te staan werd de molenvoet nog een aantal jaren gebruikt voor de tijdelijke huisvesting van gezinnen. Vanaf 1972 werd 'De Oostermolen' gebruikt als winkelruimte.
Rond 1990 werd De Oostermolen een gemeentelijk monument. Desondanks werd de molenromp in 2008 gesloopt om ruimte te maken voor woningen, winkels en een parkeergarage in het Oosterpoortgebied. Ter compensatie vond restauratie plaats van de eierhal, het voormalige politiebureau aan het Van Reenenpark en de pakhuizen aan het Molenplein.
Sinds 2015 staat op het Molenplein het beeld Recht op de wind van kunstenares Alice Helenklaken.

## Eigenaren
- Reyner van Aller
- 1842 - Aalbert Prins uit Breukelen.
- 1877 - diens zoon Gerrit Prins, in Nijkerk bekend als "de zwarte Prins" of "Prins de mulder”
- 1901 - Evert van de Poll, tot die tijd meesterknecht op de korenmolen “De Hoop” van Appel en aan Jan van Doors, die reeds meesterknecht was op "De Oostermolen".
- 1903 - Jan van Doors
- 1908 - fa. H. Gerritsen uit Amersfoort.
- 1912 - D. van de Bunt. De familie Van de Bunt was ook eigenaar van andere Nijkerkse molen, "De Westermolen"